# قراتاتار
مردمانی ترک تبار در آسیای صغیر (ترکیه)، سلجوقیان آناطولی (سلاجقة روم) در ۶۴۰/ ۱۲۴۳، دست‌نشاندة ایلخانان شدند و اقوامی از آنان در آنجا سُکنا گزیدند و با بومیان ترک آناطولی درآمیختند و به دلایلی نامعلوم «قره‌تاتار» (تاتارهای سیاه) نامیده شدند، که ظاهراً ربطی به گروه «تاتارهای سیاه» در تقسیم‌بندی چینیان ندارد. 
آنان هم‌زمان با جهانگشایی تیمور، به صورت کوچ‌نشین، بین آماسیه و قیصریه به سر می‌برده‌اند و جمعیتشان بین سی تا چهل هزار خانوار بوده است. این قره‌تاتارها ــ که به مرور فرهنگ ترکمنی غالب در آن نواحی را کسب کردند ــ در ابتدای قرن نهم به امپراتوری عثمانی پیوستند. در پی پیروزی تیمور بر عثمانیان در ۸۰۲/ ۱۴۰۰، وی گروه‌هایی از قره‌تاتارهای آناطولی را به موطنشان در آسیای مرکزی (ماوراءالنهر) بازگرداند، اما برخی از ایشان پس از مرگ تیمور در ۸۰۷/ ۱۴۰۵، دوباره به آناطولی بازگشتند گفتنی است که برخی از قره‌تاتارهای یادشده، در ۸۲۲/ ۱۴۱۹ به نواحی بالکان کوچیدند و در غرب شهر فلبه (فیلیپو پولیس / پلوودیف امروزی) ساکن شدند. 